# Chemistry Development Kit
 (octobre 2012).
Le Chemistry Development Kit (CDK) est une bibliothèque open source développée en Java pour la chémoinformatique et la bio-informatique . Cette bibliothèque est disponible pour les systèmes Windows, Unix, et Mac OS X. CDK est distribué sous licence GNU LGPL.

## Historique
Le projet CDK a démarré en 2000 par Christoph Steinbeck, Egon Willighagen et Dan Gezelter, les développeurs de Jmol et JChemPaint, afin de créer une base de code commun à ces deux projets. Depuis, de nombreuses personnes ont contribué au projet, permettant le développement de nombreuses fonctionnalités détaillées ci-dessous.

## Bibliothèque
La bibliothèque CDK ne comporte pas d'exécutable utilisable par les utilisateurs finaux. Toutefois, CDK a été intégré dans plusieurs logiciels afin de rendre ses fonctionnalités disponibles (par exemple, CDK-Taverna, Bioclipse et Cinfony).

## Fonctionnalités principales

### Chemo-informatique
- Édition et génération de molécules en 2D
- Génération de coordonnées 3D
- Recherche structurale (sous-structure ou structure exacte)
- Calcul de descripteurs QSAR[3] (e.g. PubMed 16959190)
- Calcul d'empreintes binaires (fingerprint)
- Calcul de champs de force
- Support de nombreux formats de fichier chimique
- Génération de structures

### Bio-informatique
- Détection des sites actifs des protéines
- Détection de ligands similaires DOI 10.1016/j.jmb.2006.09.041

### Général
- Adaptateur Python
- Adaptateur Ruby
- Communauté d'utilisateurs active
- Newsletter: CDK News